# Thelypteris rupicola
Thelypteris rupicola là một loài dương xỉ trong họ Thelypteridaceae. Loài này được Hosok. mô tả khoa học đầu tiên..
Danh pháp khoa học của loài này chưa được làm sáng tỏ. 